# Teteriwka (Schytomyr)
Teteriwka (ukrainisch Тетерівка; russisch Тетеревка Teterewka) ist ein Dorf in der ukrainischen Oblast Schytomyr mit etwa 2500 Einwohnern (2001).

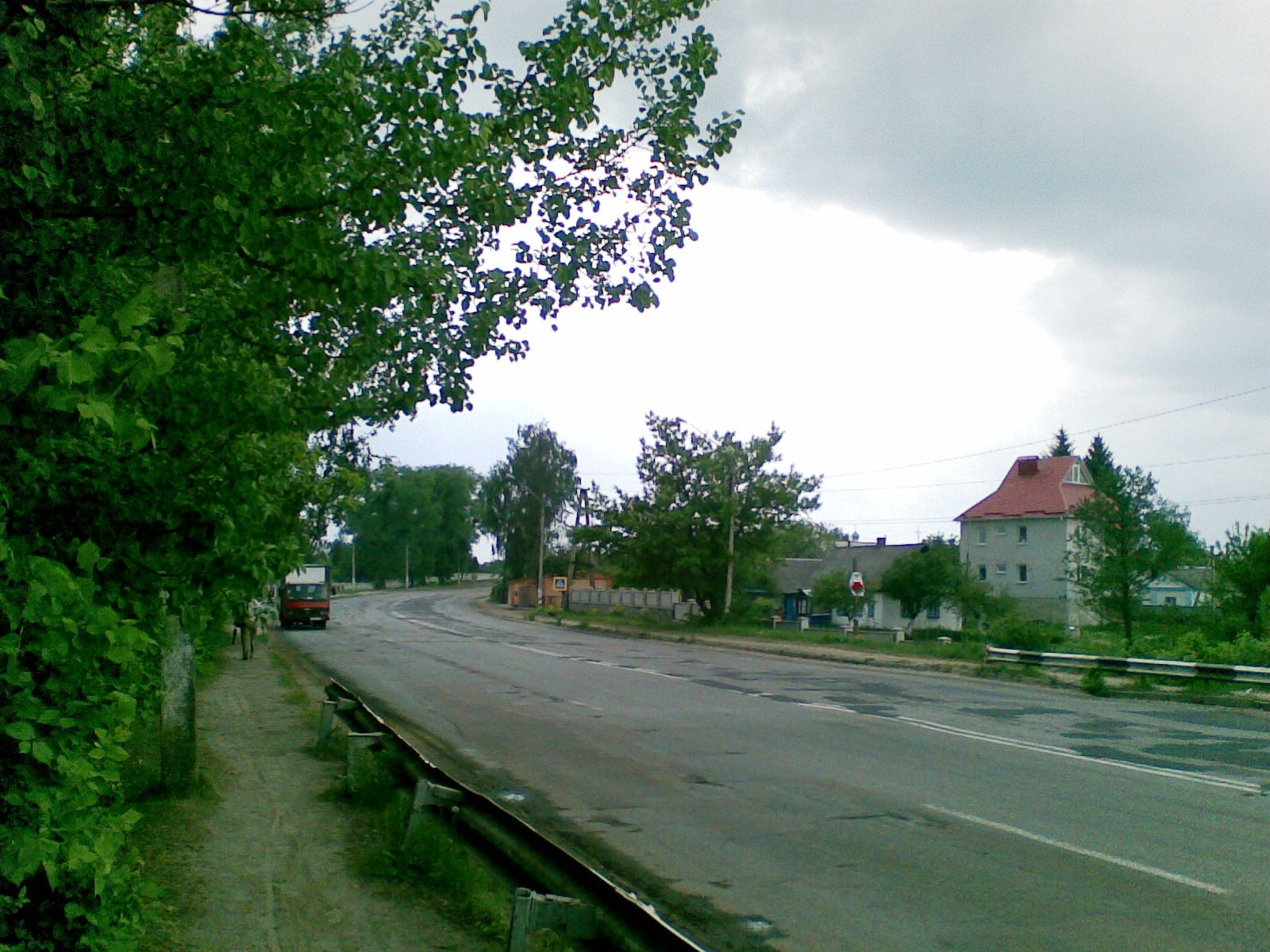
Blick ins Dorf

Das erstmals 1788 schriftlich erwähnte Dorf liegt auf einer Höhe von 205 m am Ufer des Teteriw, einem 365 km langen, rechten Nebenfluss des Dnepr, 8 km westlich vom Rajon- und Oblastzentrum Schytomyr. Durch das Dorf verläuft die Fernstraße N 03.

## Verwaltungsgliederung
Am 7. August 2015 wurde das Dorf zum Zentrum der neugegründeten Landgemeinde Teteriwka (ukrainisch Тетерівська сільська громада/Teteriwska silska silska hromada), zu dieser zählten auch noch die 10 in der untenstehenden Tabelle aufgelistetenen Dörfer, bis dahin bildete es die gleichnamige Landratsgemeinde Teteriwka (Тетерівська сільська рада/Teteriwska silska rada) im Zentrum des Rajons Schytomyr.
Am 12. Juni 2020 kamen noch die 4 Dörfer Pokostiwka, Rudnja-Poschta, Staroschyjka und Wyssoka Pitsch zum Gemeindegebiet.
Folgende Orte sind neben dem Hauptort Teteriwka Teil der Gemeinde:
| Name                     | Name        | Name                            |
| ukrainisch transkribiert | ukrainisch  | russisch                        |
| ------------------------ | ----------- | ------------------------------- |
| Buky                     | Буки        | Буки (Buki)                     |
| Denyschi                 | Дениші      | Дениши (Denischi)               |
| Kateryniwka              | Катеринівка | Катериновка (Katerinowka)       |
| Kortschak                | Корчак      | Корчак                          |
| Mychajliwka              | Михайлівка  | Михайловка (Michailowka)        |
| Nowa Rudnja              | Нова Рудня  | Новая Рудня (Nowaja Rudnja)     |
| Perljawka                | Перлявка    | Перлявка                        |
| Pokostiwka               | Покостівка  | Покостовка (Pokostowka)         |
| Rudenka                  | Руденька    | Руденька                        |
| Rudnja-Poschta           | Рудня-Пошта | Рудня Почта (Rudnja Potschta)   |
| Staroschyjka             | Старошийка  | Старошейка (Staroscheika)       |
| Tryhirja                 | Тригір’я    | Тригорье (Trigorje)             |
| Uljaniwka                | Улянівка    | Ульяновка (Uljanowka)           |
| Wyssoka Pitsch           | Висока Піч  | Высокая Печь (Wyssokaja Petsch) |